# Miltochrista danieli
Miltochrista danieli är en fjärilsart som beskrevs av G.S. Arora 1983. Miltochrista danieli ingår i släktet Miltochrista och familjen björnspinnare. Inga underarter finns listade i Catalogue of Life.